# Socialismo melanesio

Bandera de Vanuatu, país en el que se teorizó el socialismo melanesio.

El concepto de socialismo melanesio fue utilizado por primera vez por el padre Walter Lini de las Nuevas Hébridas (actual Vanuatu), que se convirtió en el primer ministro del país tras la independencia de Francia y el Reino Unido en  1980. Los puntos de vista de Lini respecto del socialismo se inspiraban en la experiencia de Julius Nyerere con el socialismo africano en Tanzania.
Lini creía que el llamado socialismo era inherentemente compatible con las sociedades y costumbres melanesias, que incluían el énfasis en el bienestar colectivo por encima del individualismo, y el trabajo y propiedad colectivos de la tierra. En esto se percibe la influencia de Nyerere, que remarcó las similitudes entre el socialismo y los modos tradicionales de vida africana.
El padre Lini era un pastor anglicano y creía también que el socialismo no estaba distante de los valores cristianos (socialismo cristiano), por lo que buscaba combinar ambos como parte de una «vía melanesia». En este sentido, el socialismo melanesio no era revolucionario, sino que se encontraba en línea con la tradición de Vanuatu.
Aunque admiraba a Nyerere y su gobierno buscó un acercamiento a países como Cuba o la Libia de Muamar el Gadafi, Lini creía que el socialismo no implicaba necesariamente una alianza con la totalitaria Unión Soviética o el Bloque del Este. Prefería que Vanuatu permaneciera entre los «no alineados» y desarrollar lazos de amistad con otras naciones melanesias como Papúa Nueva Guinea y las Islas Salomón). En 1982 expresó su esperanza de alcanzar una eventual unión federal melanesia y habló del «renacimiento de los valores melanesios», incluido el socialismo melanesio.
Lini también observó que en las sociedades tradicionales de Melanesia, 'dar' se basaba en la propia capacidad de hacerlo y 'recibir' se basaba en la propia necesidad".
En Nueva Caledonia, el Frente de Liberación Nacional Kanako y Socialista, una alianza de partidos a favor de la independencia, aboga por el desarrollo del socialismo junto con el acceso a la soberanía. Las naciones independientes melanesias (especialmente Vanuatu) han expresado su apoyo por el FCSLN.